# Krčki maslačak
Krčki maslačak (lat. Taraxacum veglianum), nedavno otkrivena nova vrsta maslačka. Hrvatski je endem raširen po poluotoku Istri i nekim sjevernojadranskim otocima. Pripada sekciji Erythrosperma.
Prihvaćeno je znanstveno ime.
Postojale su dvojbe je li krčki maslačak spada u maslačke (Asteraceae) ili glavočike jezičnjače (Cichoriaceae). Hrvatsko ime dao je Toni Nikolić.
Još nije unesen u sve svjetske botaničke baze podataka. Nalazač Ingo Uhlemann je uzorke skupio na istočnoj istarskoj obali, kod Labina, između Ravni i Skvaranske.